# والتر نابير
والتر نابير (بالإنجليزية: Walter Napier)‏ (1875 في المملكة المتحدة - ) هو لاعب كرة قدم بريطاني (وحمل سابقاً جنسية المملكة المتحدة لبريطانيا العظمى وأيرلندا) في مركز حراسة المرمى. لعب مع نادي بيرنلي.